# Lestes alfonsoi
Lestes alfonsoi là loài chuồn chuồn trong họ Lestidae. Loài này được González & Novelo mô tả khoa học đầu tiên năm 2001.